# アウグスト・ハルム
アウグスト・ハルム（August Halm, *1869年10月26日 ヴュルテンベルク州グロースアルトドルフ – †1929年2月1日 テューリンゲン州ザールフェルト）は、ドイツの作曲家・神学者・音楽教師。

## 生涯
父ヘルマン・フリードリヒと母シャルロッテ・アウグステ（旧姓クルムバッハ Kulmbach ）との間に生まれる。父親は当時グロースアルトドルフの牧師であった。
テュービンゲン大学で神学を修めるとともに作曲も学ぶ。ここでは大学の音楽監督エミール・カウフマンが、ハルムの指導者にして庇護者の役割をも果たした。20世紀に入ってヘルマン・リーツやグスタフ・ヴィネケン、パウル・ゲヘープと知り合う。1906年から1910年まで、また1920年から1929年まで、ザールフェルト近隣の自由学校共同体ヴィッカースドルフに勤めた。
ハルムは、楽壇の重鎮にして「音楽青少年運動（Musikalischen Jugendbewegung ）」の主唱者として通っていた。作曲家としては、アントン・ブルックナーの後塵を拝しつつフーガとソナタ形式を結合させるのに尽力した。また、音楽美学者としてだけでなく、音楽ライターとしてもきわめて優れた業績を上げた。ハルムの著作は、直截的で合理的な、明晰な言い回しが際立っている。

## 主要作品
- 交響曲 イ長調 （Symphonie in A-Dur）
- ヴィオラとピアノのためのソナタ ヘ短調 （Sonate f-Moll für Viola und Klavier）
- ヴァイオリン、ピアノとチェロのための組曲 ニ長調 （Suite in D-Dur für Violine, Klavier und Cello）
- 大組曲 第3番 ロ短調 （Große Suite Nr. 3 in h-Moll）